# 1830年代上海
1830年代的上海处于开埠前夕，但已经颇为兴盛，有“小苏州”之称，并因此最终被选为“五口”之一。在1830年代，已经有英商来到上海，私下开展贸易。